# Bourou (Sabou)
Pour les articles homonymes, voir Bourou.
Ne doit pas être confondu avec Bourou (Nassoumbou).
Bourou est une localité située dans le département de Sabou de la province du Boulkiemdé dans la région Centre-Ouest au Burkina Faso.

## Éducation et santé
La commune accueille un centre de santé et de promotion sociale (CSPS).
Le village possède un centre de formation des jeunes adultes (CFJA).